# اللوجستيات كخدمة
اللوجستيات كخدمةً (بالإنجليزية: LaaS) هو نموذج معماري لتكنولوجيا المعلومات لاستيعاب وجمع أي نوع من ملفات السجل بشكل مركزي من أي مصدر أو موقع معين مثل الخوادم والتطبيقات والأجهزة وما إلى ذلك. يتم جعل الملفات طبيعية أو تصفيتها لإعادة تنسيقها وإرسالها إلى أنظمة أخرى تابعة لمعالجتها كبيانات أصلية، والتي يمكن بعد ذلك إدارتها وعرضها والتخلص منها في النهاية وفقًا لجدول احتفاظ محدد مسبقًا بناءً على أي عدد من المعايير.
في بيئة المؤسسات، يُصبح مركز بيانات تكنولوجيا المعلومات مركزًا لجميع ملفات السجلات وعمليات جعل الملف طبيعيًا. أما في بيئة مزود الخدمة المُدارة (MSP)، فستأتي مصادر السجلات من تطبيقات خارج المؤسسة، ولكن سيظل مزود الخدمة المُدارة يستضيفها ويُديرها حسب الحاجة.

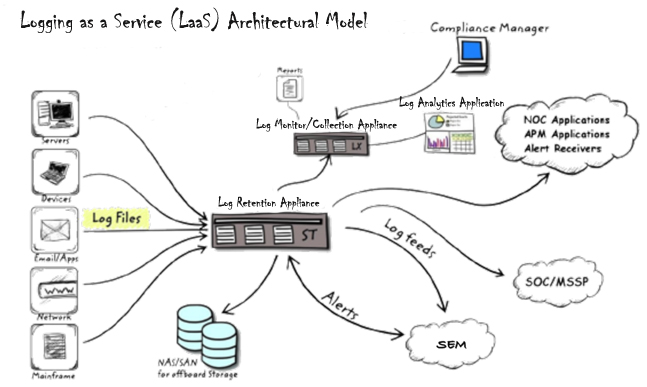
يوضح هذا الرسم التخطيطي نموذج LaaS النموذجي مع التركيز على المركزية وجعل الملفات طبيعية.

في هذا النموذج، يعمل مركز بيانات تكنولوجيا المعلومات كـ"سحابة خاصة" ضمن مفهوم الحوسبة السحابية، لتوفير السجلات لمختلف الجهات المعنية داخل المؤسسة لأغراض التحليل الجنائي المستقبلي أو التحليل لتحديد المخاطر وأنماط النشاط أو التنبؤ بالسلوكيات بناءً على البيانات المجمعة من السجلات. وكما تصبح تكنولوجيا المعلومات مركز الخدمة، يصبح أصحاب المصلحة هم المستفيدون من البيانات المركزية على شكل تنبيهات أو تقارير أو أي تطبيقات محيطية للتحليل التنبؤي أو استخلاص الرؤى من البيانات الضخمة من خلال العرض الرسومي.